# ソニック・フラワー・グルーヴ
『ソニック・フラワー・グルーヴ』 (Sonic Flower Groove) は、イギリスのロックバンド、プライマル・スクリームが1987年に発表した1枚目のアルバム。

## 解説
レッド・クレイオラ（Red Krayola）のメンバーであるメイヨ・トンプソンが、「インペリアル」を除く全曲のプロデュースを担当した。アルバム中の全曲をボビー・ギレスピーと共作し、ザ・バーズ風の12弦ギターを鳴らしていたジム・ビーティは、このアルバムを発表後にバンドを離れた。フェルトのマーティン・ダフィがゲスト参加している。
1994年に発売された日本盤には、アルバムに関する一連のシングルB面曲がボーナストラックとして収録された。

## 収録曲
| 全作詞・作曲: ジム・ビーティ/ボビー・ギレスピー。 |                                                                    |                                     |                                     |      |
| #                                                 | タイトル                                                           | 作詞                                | 作曲・編曲                          | 時間 |
| 1.                                                | 「ジェントル・チューズデイ」(Gentle Tuesday)                       | ジム・ビーティ / ボビー・ギレスピー | ジム・ビーティ / ボビー・ギレスピー | 3:49 |
| 2.                                                | 「トレジャー・トリップ」(Treasure Trip)                            | ジム・ビーティ / ボビー・ギレスピー | ジム・ビーティ / ボビー・ギレスピー | 3:15 |
| 3.                                                | 「サン・シャイン・フォー・ユー」(May the Sun Shine Bright for You) | ジム・ビーティ / ボビー・ギレスピー | ジム・ビーティ / ボビー・ギレスピー | 2:41 |
| 4.                                                | 「ソニック・シスター・ラヴ」(Sonic Sister Love)                    | ジム・ビーティ / ボビー・ギレスピー | ジム・ビーティ / ボビー・ギレスピー | 2:36 |
| 5.                                                | 「サイレント・スプリング」(Silent Spring)                          | ジム・ビーティ / ボビー・ギレスピー | ジム・ビーティ / ボビー・ギレスピー | 3:52 |
| 6.                                                | 「インペリアル」(Imperial)                                         | ジム・ビーティ / ボビー・ギレスピー | ジム・ビーティ / ボビー・ギレスピー | 3:38 |
| 7.                                                | 「ラヴ・ユー」(Love You)                                           | ジム・ビーティ / ボビー・ギレスピー | ジム・ビーティ / ボビー・ギレスピー | 4:45 |
| 8.                                                | 「リーヴズ」(Leaves)                                               | ジム・ビーティ / ボビー・ギレスピー | ジム・ビーティ / ボビー・ギレスピー | 3:32 |
| 9.                                                | 「アフターマス」(Aftermath)                                        | ジム・ビーティ / ボビー・ギレスピー | ジム・ビーティ / ボビー・ギレスピー | 2:47 |
| 10.                                               | 「スローリー・ライジング」(We Go Down Slowly Rising)               | ジム・ビーティ / ボビー・ギレスピー | ジム・ビーティ / ボビー・ギレスピー | 3:23 |

| #   | タイトル                                                        | 作詞・作曲           | 時間 |
| --- | --------------------------------------------------------------- | -------------------- | ---- |
| 11. | 「ブラック・スター・カーニバル」(Black Star Carnival)           |                      | 2:39 |
| 12. | 「アイム・ゴナ・メイク・ユー・マイン」(I'm Gonna Make You Mine) |                      | 2:12 |
| 13. | 「スター・フルーツ・サーフ・ライダー」(Star Fruit Surf Rider)   |                      | 1:58 |
| 14. | 「ソー・サッド・アバウト・アス」(So Sad About Us)               | ピート・タウンゼント | 4:17 |
| 15. | 「インペリアル」(Demo)                                          |                      | 3:43 |

## 各国での発売形態
| 国       | 日付          | レーベル                       | 発売形態              | カタログ番号         |
| -------- | ------------- | ------------------------------ | --------------------- | -------------------- |
| イギリス | 1987年9月1日  | エレヴェイション               | LP                    | ELV2 (242 182-1)     |
| イギリス | 1987年9月     | エレヴェイション               | カセット              | ELV2C (242 182-4)    |
| イギリス | 1991年6月1日  | WEA                            | CD                    | WE833 (2292 42182-2) |
| 日本     | 1994年7月25日 | ワーナーミュージック・ジャパン | CD(+ボーナストラック) | WPCR64               |
| 日本     | 1997年7月25日 | ワーナーミュージック・ジャパン | CD                    | WPCR1328             |